# Mîkolo-Babanka, Bobrîneț
Mîkolo-Babanka (în ucraineană Миколо-Бабанка) este localitatea de reședință a comunei Mîkolo-Babanka din raionul Bobrîneț, regiunea Kirovohrad, Ucraina.

## Demografie
Componența lingvistică a localității Mîkolo-Babanka
     Ucraineană (96,43%)
     Rusă (2,02%)
     Română (1,55%)
Conform recensământului din 2001, majoritatea populației localității Mîkolo-Babanka era vorbitoare de ucraineană (96,43%), existând în minoritate și vorbitori de rusă (2,02%) și română (1,55%).